# Seleccions de la Copa del Món de Rugbi 2015
Aquest article és una llista dels jugadors, entrenadors i tècnics que componien les diferents seleccions de la Copa del Món de Rugbi de 2015.

## Entrenadors i capitans
La taula següent recull els entrenadors i capitans de les diferents seleccions classificades per la copa del món de rugbi de 2015
| Equip        | Entrenador           | Capità            |
| ------------ | -------------------- | ----------------- |
| Argentina    | Daniel Hourcade      | Agustín Creevy    |
| Austràlia    | Michael Cheika       | Stephen Moore     |
| Canadà       | Kieran Crowley       | Tyler Ardron      |
| Anglaterra   | Stuart Lancaster     | Chris Robshaw     |
| Fiji         | John McKee           | Akapusi Qera      |
| França       | Philippe Saint-André | Thierry Dusautoir |
| Geòrgia      | Milton Haig          | Mamuka Gorgodze   |
| Irlanda      | Joe Schmidt          | Paul O'Connell    |
| Itàlia       | Jacques Brunel       | Sergio Parisse    |
| Japó         | Eddie Jones          | Michael Leitch    |
| Namíbia      | Phil Davies          | Jacques Burger    |
| Nova Zelanda | Steve Hansen         | Richie McCaw      |
| Romania      | Lynn Howells         | Mihai Macovei     |
| Samoa        | Stephen Betham       | Ofisa Treviranus  |
| Escòcia      | Vern Cotter          | Greig Laidlaw     |
| Sud-àfrica   | Heyneke Meyer        | Jean de Villiers  |
| Tonga        | Mana Otai            | Nili Latu         |
| Estats Units | Mike Tolkin          | Chris Wyles       |
| Uruguai      | Pablo Lemoine        | Santiago Vilaseca |
| Gal·les      | Warren Gatland       | Sam Warburton     |

## Seleccions

### Grup A

#### Austràlia
Entrenador: Michael Cheika
| Jugador                 | Posició | data naixement (Edat)  | Caps | Club/Nació      |
| ----------------------- | ------- | ---------------------- | ---- | --------------- |
| Stephen Moore (c)       | HK      | 20 de gener de 1983    | 96   | Brumbies        |
| Tatafu Polota-Nau       | HK      | 26 de juliol de 1985   | 53   | Waratahs        |
| Greg Holmes             | PR      | 11 de juny de 1983     | 17   | Queensland Reds |
| Sekope Kepu             | PR      | 5 de febrer de 1986    | 56   | Waratahs        |
| Scott Sio               | PR      | 16 d'octubre de 1991   | 9    | Brumbies        |
| James Slipper           | PR      | 6 de juny de 1989      | 67   | Queensland Reds |
| Toby Smith              | PR      | 10 d'octubre de 1988   | 0    | Rebels          |
| Kane Douglas            | LK      | 1 de juny de 1989      | 15   | Queensland Reds |
| Dean Mumm               | LK      | 5 de març de 1984      | 36   | Waratahs        |
| Rob Simmons             | LK      | 19 d'abril de 1989     | 52   | Queensland Reds |
| Will Skelton            | LK      | 3 de maig de 1992      | 12   | Waratahs        |
| Scott Fardy             | FL      | 5 de juliol de 1984    | 24   | Brumbies        |
| Michael Hooper (vc)     | FL      | 29 d'octubre de 1991   | 46   | Waratahs        |
| Sean McMahon            | FL      | 18 de juny de 1994     | 3    | Rebels          |
| David Pocock            | FL      | 23 d'abril de 1988     | 50   | Brumbies        |
| Ben McCalman            | N8      | 18 de març de 1988     | 40   | Force           |
| Wycliff Palu            | N8      | 27 de juliol de 1982   | 55   | Waratahs        |
| Will Genia              | SH      | 17 de gener de 1988    | 59   | Queensland Reds |
| Nick Phipps             | SH      | 9 de gener de 1989     | 31   | Waratahs        |
| Quade Cooper            | FH      | 5 d'abril de 1988      | 56   | Queensland Reds |
| Bernard Foley           | FH      | 8 de setembre de 1989  | 20   | Waratahs        |
| Kurtley Beale           | CE      | 6 de gener de 1989     | 52   | Waratahs        |
| Matt Giteau             | CE      | 29 de setembre de 1982 | 95   | Toulon          |
| Tevita Kuridrani        | CE      | 31 de març de 1991     | 24   | Brumbies        |
| Matt Toomua             | CE      | 2 de gener de 1990     | 25   | Brumbies        |
| Adam Ashley-Cooper (vc) | WG      | 27 de març de 1984     | 108  | Waratahs        |
| Rob Horne               | WG      | 15 d'agost de 1989     | 26   | Waratahs        |
| Drew Mitchell           | WG      | 26 de març de 1984     | 65   | Toulon          |
| Henry Speight           | WG      | 25 de març de 1988     | 3    | Brumbies        |
| Joe Tomane              | WG      | 11 de febrer de 1990   | 15   | Brumbies        |
| Israel Folau            | FB      | 3 d'abril de 1989      | 33   | Waratahs        |

#### Anglaterra
Entrenador: Stuart Lancaster All squad members play their club rugby in Anglaterra.
| Jugador              | Posició | data naixement (Edat)  | Caps | Club/Nació         |
| -------------------- | ------- | ---------------------- | ---- | ------------------ |
| Jamie George         | HK      | 22 d'octubre de 1990   | 1    | Saracens           |
| Rob Webber           | HK      | 1 d'agost de 1986      | 13   | Bath               |
| Tom Youngs           | HK      | 28 de gener de 1987    | 23   | Leicester Tigers   |
| Kieran Brookes       | PR      | 29 d'agost de 1990     | 11   | Northampton Saints |
| Dan Cole             | PR      | 9 de maig de 1987      | 51   | Leicester Tigers   |
| Joe Marler           | PR      | 7 de juliol de 1990    | 32   | Harlequins         |
| Mako Vunipola        | PR      | 13 de gener de 1991    | 22   | Saracens           |
| David Wilson         | PR      | 9 d'abril de 1985      | 43   | Bath               |
| George Kruis         | LK      | 22 de febrer de 1990   | 8    | Saracens           |
| Joe Launchbury       | LK      | 12 d'abril de 1991     | 23   | Wasps              |
| Courtney Lawes       | LK      | 23 de febrer de 1989   | 39   | Northampton Saints |
| Geoff Parling        | LK      | 28 d'octubre de 1983   | 24   | Exeter Chiefs      |
| James Haskell        | FL      | 2 d'abril de 1985      | 60   | Wasps              |
| Chris Robshaw (c)    | FL      | 4 de juny de 1986      | 38   | Harlequins         |
| Tom Wood             | FL      | 3 de novembre de 1986  | 37   | Northampton Saints |
| Ben Morgan           | N8      | 18 de febrer de 1989   | 28   | Gloucester         |
| Billy Vunipola       | N8      | 3 de novembre de 1992  | 18   | Saracens           |
| Danny Care           | SH      | 2 de gener de 1987     | 52   | Harlequins         |
| Richard Wigglesworth | SH      | 9 de juny de 1983      | 22   | Saracens           |
| Ben Youngs           | SH      | 5 de setembre de 1989  | 48   | Leicester Tigers   |
| Owen Farrell         | FH      | 24 de setembre de 1991 | 30   | Saracens           |
| George Ford          | FH      | 16 de març de 1993     | 12   | Bath               |
| Brad Barritt         | CE      | 7 d'agost de 1986      | 22   | Saracens           |
| Sam Burgess          | CE      | 14 de desembre de 1988 | 1    | Bath               |
| Jonathan Joseph      | CE      | 21 de maig de 1991     | 12   | Bath               |
| Henry Slade          | CE      | 19 de març de 1993     | 1    | Exeter Chiefs      |
| Jonny May            | WG      | 1 d'abril de 1990      | 15   | Gloucester         |
| Jack Nowell          | WG      | 11 d'abril de 1993     | 9    | Exeter Chiefs      |
| Anthony Watson       | WG      | 26 de febrer de 1994   | 10   | Bath               |
| Mike Brown           | FB      | 4 de setembre de 1985  | 38   | Harlequins         |
| Alex Goode           | FB      | 7 de maig de 1988      | 18   | Saracens           |

#### Fiji
Entrenador: John McKee
| Jugador               | Posició | data naixement (Edat)  | Caps | Club/Nació         |
| --------------------- | ------- | ---------------------- | ---- | ------------------ |
| Sunia Koto            | HK      | 15 d'abril de 1980     | 42   | Narbonne           |
| Talemaitoga Tuapati   | HK      | 16 d'agost de 1984     | 30   | Provence           |
| Viliame Veikoso       | HK      | 4 d'abril de 1982      | 30   | Doncaster          |
| Lee-roy Atalifo       | PR      | 10 de maig de 1988     | 1    | Suva               |
| Isei Colati           | PR      | 23 de desembre de 1983 | 7    | Nevers             |
| Campese Ma'afu        | PR      | 19 de desembre de 1984 | 33   | Provence           |
| Peni Ravai            | PR      | 16 de juny de 1990     | 7    | Nadroga            |
| Manasa Saulo          | PR      | 6 d'abril de 1989      | 22   | Timișoara Saracens |
| Tevita Cavubati       | LK      | 12 d'agost de 1987     | 7    | Waimea Old Boys    |
| Leone Nakarawa        | LK      | 2 d'abril de 1988      | 30   | Glasgow Warriors   |
| Api Ratuniyarawa      | LK      | 23 de gener de 1983    | 16   | Agen               |
| Nemia Soqeta          | LK      | 4 de març de 1985      | 7    | Biarritz           |
| Akapusi Qera (c)      | FL      | 24 d'abril de 1984     | 46   | Montpellier        |
| Malakai Ravulo        | FL      | 22 de setembre de 1983 | 34   | Steaua București   |
| Dominiko Waqaniburotu | FL      | 20 d'abril de 1986     | 23   | Brive              |
| Peceli Yato           | FL      | 17 de gener de 1993    | 4    | Clermont           |
| Sakiusa Matadigo      | N8      | 8 d'agost de 1982      | 19   | Lyon               |
| Netani Talei          | N8      | 19 de març de 1983     | 28   | Harlequins         |
| Nemia Kenatale        | SH      | 21 de gener de 1986    | 31   | Farul Constanța    |
| Nikola Matawalu       | SH      | 8 de març de 1989      | 25   | Bath               |
| Henry Seniloli        | SH      | 15 de juny de 1989     | 7    | sense equip        |
| Josh Matavesi         | FH      | 5 d'octubre de 1990    | 13   | Ospreys            |
| Ben Volavola          | FH      | 13 de gener de 1991    | 5    | Waratahs           |
| Levani Botia          | CE      | 28 d'abril de 1988     | 4    | La Rochelle        |
| Vereniki Goneva       | CE      | 5 d'abril de 1984      | 35   | Leicester Tigers   |
| Gabiriele Lovobalavu  | CE      | 20 de juny de 1985     | 19   | sense equip        |
| Nemani Nadolo         | WG      | 31 de gener de 1988    | 19   | Crusaders          |
| Waisea Nayacalevu     | WG      | 26 de juny de 1990     | 10   | Stade Français     |
| Asaeli Tikoirotuma    | WG      | 24 de juny de 1986     | 12   | London Irish       |
| Kini Murimurivalu     | FB      | 15 de maig de 1989     | 10   | La Rochelle        |
| Metuisela Talebula    | FB      | 20 de maig de 1991     | 16   | Bordeaux Bègles    |

#### Uruguai
Entrenador: Pablo Lemoine

| Jugador               | Posició | data naixement (Edat)  | Caps | Club/Nació           |
| --------------------- | ------- | ---------------------- | ---- | -------------------- |
| Germán Kessler        | HK      | 1 de juliol de 1994    | 11   | Los Cuervos          |
| Nicolás Klappenbach   | HK      | 25 de març de 1982     | 44   | Champagnat           |
| Carlos Arboleya       | PR      | 23 de juliol de 1985   | 44   | Trébol de Paysandú   |
| Alejo Corral          | PR      | 11 de setembre de 1981 | 44   | San Isidro           |
| Oscar Durán           | PR      | 1 de gener de 1982     | 32   | Carrasco Polo        |
| Mario Sagario         | PR      | 29 de juny de 1986     | 45   | Massy                |
| Mateo Sanguinetti     | PR      | 26 de juliol de 1992   | 13   | Los Cuervos          |
| Franco Lamanna        | LK      | 5 d'octubre de 1991    | 22   | Carrasco Polo        |
| Mathias Palomeque     | LK      | 10 de juliol de 1986   | 23   | Trébol de Paysandú   |
| Santiago Vilaseca (c) | LK      | 17 de setembre de 1984 | 32   | Old Boys             |
| Jorge Zerbino         | LK      | 27 de desembre de 1991 | 11   | Old Christians       |
| Agustín Alonso        | FL      | 24 de setembre de 1991 | 11   | Montevideo           |
| Fernando Bascou       | FL      | 5 d'abril de 1987      | 23   | Pucaru Stade Gaulois |
| Matías Beer           | FL      | 16 de desembre de 1993 | 9    | Old Christians       |
| Juan de Freitas       | FL      | 13 de desembre de 1989 | 34   | Champagnat           |
| Juan Manuel Gaminara  | FL      | 1 de maig de 1989      | 23   | Old Boys             |
| Diego Magno           | FL      | 27 d'abril de 1989     | 48   | Montevideo           |
| Alejandro Nieto       | N8      | 7 de gener de 1988     | 27   | Champagnat           |
| Alejo Durán           | SH      | 20 de maig de 1991     | 29   | Trébol de Paysandú   |
| Agustín Ormaechea     | SH      | 8 de març de 1991      | 23   | Stade Montois        |
| Felipe Berchesi       | FH      | 12 d'abril de 1991     | 15   | Carcassonne          |
| Manuel Blengio        | FH      | 28 d'abril de 1994     | 10   | Old Christians       |
| Joaquín Prada         | CE      | 15 de juliol de 1991   | 28   | Los Cuervos          |
| Alberto Román         | CE      | 1 de juny de 1987      | 36   | Pucaru Stade Gaulois |
| Andrés Vilaseca       | CE      | 8 de maig de 1991      | 12   | Old Boys             |
| Francisco Bulanti     | WG      | 12 d'abril de 1980     | 23   | Trébol de Paysandú   |
| Jerónimo Etcheverry   | WG      | 11 de gener de 1988    | 41   | Carrasco Polo        |
| Santiago Gibernau     | WG      | 15 de maig de 1988     | 31   | Carrasco Polo        |
| Leandro Leivas        | WG      | 6 de juliol de 1988    | 40   | Old Christians       |
| Gastón Mieres         | FB      | 5 d'octubre de 1989    | 36   | Valpolicella         |
| Rodrigo Silva         | FH      | 2 de novembre de 1992  | 13   | Carrasco Polo        |

#### Gal·les
Entrenador: Warren Gatland
| Jugador           | Posició | data naixement (Edat)  | Caps | Club/Nació            |
| ----------------- | ------- | ---------------------- | ---- | --------------------- |
| Scott Baldwin     | HK      | 12 de juliol de 1988   | 10   | Ospreys               |
| Ken Owens         | HK      | 3 de gener de 1987     | 28   | Scarlets              |
| Tomas Francis     | PR      | 27 d'abril de 1992     | 1    | Exeter Chiefs         |
| Paul James        | PR      | 13 de maig de 1982     | 61   | Ospreys               |
| Aaron Jarvis      | PR      | 20 de maig de 1986     | 12   | Ospreys               |
| Gethin Jenkins    | PR      | 17 de novembre de 1980 | 115  | Cardiff Blues         |
| Samson Lee        | PR      | 30 de novembre de 1992 | 12   | Scarlets              |
| Jake Ball         | LK      | 21 de juny de 1991     | 13   | Scarlets              |
| Luke Charteris    | LK      | 9 de març de 1983      | 56   | Racing                |
| Bradley Davies    | LK      | 9 de gener de 1987     | 46   | Wasps                 |
| Dominic Day       | LK      | 22 d'agost de 1985     | 1    | Bath                  |
| Alun Wyn Jones    | LK      | 19 de setembre de 1985 | 90   | Ospreys               |
| James King        | FL      | 24 de juliol de 1990   | 5    | Ospreys               |
| Dan Lydiate       | FL      | 18 de desembre de 1987 | 47   | Ospreys               |
| Justin Tipuric    | FL      | 6 d'agost de 1989      | 33   | Ospreys               |
| Sam Warburton (c) | FL      | 5 d'octubre de 1988    | 54   | Cardiff Blues         |
| Taulupe Faletau   | N8      | 12 de novembre de 1990 | 47   | Newport Gwent Dragons |
| Gareth Davies     | SH      | 18 d'agost de 1990     | 3    | Scarlets              |
| Rhys Webb         | SH      | 9 de desembre de 1988  | 15   | Ospreys               |
| Lloyd Williams    | SH      | 30 de novembre de 1989 | 19   | Cardiff Blues         |
| Dan Biggar        | FH      | 16 d'octubre de 1989   | 34   | Ospreys               |
| Rhys Priestland   | FH      | 9 de gener de 1987     | 35   | Bath                  |
| Cory Allen        | CE      | 11 de febrer de 1993   | 2    | Cardiff Blues         |
| Jamie Roberts     | CE      | 8 de novembre de 1986  | 70   | Harlequins            |
| Scott Williams    | CE      | 10 d'octubre de 1990   | 31   | Scarlets              |
| Hallam Amos       | WG      | 24 de setembre de 1994 | 3    | Newport Gwent Dragons |
| Alex Cuthbert     | WG      | 5 d'abril de 1990      | 34   | Cardiff Blues         |
| George North      | WG      | 13 d'abril de 1992     | 50   | Northampton Saints    |
| Liam Williams     | WG      | 9 d'abril de 1991      | 23   | Scarlets              |
| Leigh Halfpenny   | FB      | 22 de desembre de 1988 | 61   | Toulon                |
| Matthew Morgan    | FB      | 23 d'abril de 1992     | 2    | Bristol               |

### Grup B

#### Japó
- Entrenador: Eddie Jones[6]

| Jugador            | Posició | data naixement (Edat)  | Caps | Club/Nació             |
| ------------------ | ------- | ---------------------- | ---- | ---------------------- |
| Shota Horie        | HK      | 21 de gener de 1986    | 36   | Panasonic Wild Knights |
| Takeshi Kizu       | HK      | 15 de juliol de 1988   | 35   | Kobelco Steelers       |
| Hiroki Yuhara      | HK      | 21 de gener de 1984    | 22   | Toshiba Brave Lupus    |
| Kensuke Hatakeyama | PR      | 2 d'agost de 1985      | 66   | Suntory Sungoliath     |
| Keita Inagaki      | PR      | 2 de juny de 1990      | 6    | Panasonic Wild Knights |
| Masataka Mikami    | PR      | 4 de juny de 1988      | 27   | Toshiba Brave Lupus    |
| Hiroshi Yamashita  | PR      | 1 de gener de 1986     | 43   | Kobelco Steelers       |
| Shoji Ito          | LK      | 2 de desembre de 1980  | 35   | Kobelco Steelers       |
| Shinya Makabe      | LK      | 26 de març de 1987     | 29   | Suntory Sungoliath     |
| Hitoshi Ono        | LK      | 6 de maig de 1978      | 92   | Toshiba Brave Lupus    |
| Luke Thompson      | LK      | 16 d'abril de 1981     | 57   | Kintetsu Liners        |
| Michael Broadhurst | FL      | 30 d'octubre de 1986   | 20   | Ricoh Black Rams       |
| Justin Ives        | FL      | 24 de maig de 1984     | 30   | Canon Eagles           |
| Michael Leitch (c) | FL      | 7 d'octubre de 1988    | 41   | Chiefs                 |
| Hendrik Tui        | FL      | 13 de desembre de 1987 | 30   | Queensland Reds        |
| Ryu Holani         | N8      | 25 d'octubre de 1981   | 41   | Panasonic Wild Knights |
| Amanaki Lelei Mafi | N8      | 11 de gener de 1990    | 2    | NTT Shining Arcs       |
| Atsushi Hiwasa     | SH      | 22 de maig de 1987     | 45   | Suntory Sungoliath     |
| Fumiaki Tanaka     | SH      | 3 de gener de 1985     | 47   | Highlanders            |
| Harumichi Tatekawa | FH      | 2 de desembre de 1989  | 37   | Kubota Spears          |
| Kosei Ono          | FH      | 17 d'abril de 1987     | 27   | Suntory Sungoliath     |
| Kotaro Matsushima  | CE      | 26 de febrer de 1993   | 10   | Suntory Sungoliath     |
| Male Sa'u          | CE      | 13 d'octubre de 1987   | 21   | Yamaha Júbilo          |
| Yu Tamura          | CE      | 9 de gener de 1989     | 33   | NEC Green Rockets      |
| Craig Wing         | CE      | 26 de desembre de 1979 | 8    | Kobelco Steelers       |
| Yoshikazu Fujita   | WG      | 8 de setembre de 1993  | 27   | Waseda University      |
| Kenki Fukuoka      | WG      | 7 de setembre de 1992  | 15   | Tsukuba University     |
| Karne Hesketh      | WG      | 1 d'agost de 1985      | 9    | Munakata Sanix Blues   |
| Toshiaki Hirose    | WG      | 17 d'octubre de 1981   | 28   | Toshiba Brave Lupus    |
| Akihito Yamada     | WG      | 26 de juliol de 1985   | 13   | Panasonic Wild Knights |
| Ayumu Goromaru     | FB      | 1 de març de 1986      | 52   | Yamaha Júbilo          |

#### Samoa
Entrenador: Stephen Betham
| Jugador              | Posició | data naixement (Edat)  | Caps | Club/Nació         |
| -------------------- | ------- | ---------------------- | ---- | ------------------ |
| Ole Avei             | HK      | 13 de juny de 1983     | 21   | Bordeaux Bègles    |
| Manu Leiataua        | HK      | 26 de desembre de 1986 | 8    | Aurillac           |
| Motu Matu'u          | HK      | 30 d'abril de 1987     | 3    | Hurricanes         |
| Viliamu Afatia       | PR      | 24 de maig de 1990     | 11   | Agen               |
| Jake Grey            | PR      | 17 de febrer de 1984   | 4    | SCOPA              |
| Logovi'i Mulipola    | PR      | 11 de març de 1987     | 17   | Leicester Tigers   |
| Anthony Perenise     | PR      | 18 d'octubre de 1982   | 24   | Bristol            |
| Sakaria Taulafo      | PR      | 29 de gener de 1983    | 36   | Stade Français     |
| Fa'atiga Lemalu      | LK      | 17 d'abril de 1989     | 15   | Bourgoin           |
| Filo Paulo           | LK      | 6 de novembre de 1987  | 18   | Benetton Treviso   |
| Joe Tekori           | LK      | 17 de desembre de 1983 | 32   | Toulouse           |
| Kane Thompson        | LK      | 9 de gener de 1982     | 32   | Newcastle Falcons  |
| Maurie Fa'asavalu    | FL      | 12 de gener de 1980    | 25   | Oyonnax            |
| Alafoti Faosiliva    | FL      | 28 d'octubre de 1985   | 13   | Bath               |
| Jack Lam             | FL      | 18 de novembre de 1987 | 15   | Bristol            |
| Ofisa Treviranus (c) | FL      | 31 de març de 1984     | 32   | London Irish       |
| TJ Ioane             | N8      | 9 de maig de 1989      | 6    | Sale Sharks        |
| Sanele Vavae Tuilagi | N8      | 15 de juny de 1988     | 4    | Carcassonne        |
| Vavao Afemai         | SH      | 18 de febrer de 1992   | 5    | Vaiala             |
| Kahn Fotuali'i       | SH      | 22 de maig de 1982     | 24   | Northampton Saints |
| Patrick Fa’apale     | FH      | 5 de març de 1991      | 5    | Vaiala             |
| Tusi Pisi            | FH      | 18 de juny de 1982     | 21   | Suntory Sungoliath |
| Michael Stanley      | FH      | 29 de desembre de 1989 | 6    | sense equip        |
| Rey Lee-Lo           | CE      | 20 de febrer de 1987   | 2    | Cardiff Blues      |
| Johnny Leota         | CE      | 21 de gener de 1984    | 19   | Sale Sharks        |
| Paul Perez           | CE      | 26 de juliol de 1986   | 11   | Sharks             |
| George Pisi          | CE      | 29 de juny de 1986     | 17   | Northampton Saints |
| Fa'atoina Autagavaia | WG      | 18 de setembre de 1988 | 16   | Nevers             |
| Ken Pisi             | WG      | 24 de febrer de 1989   | 6    | Northampton Saints |
| Alesana Tuilagi      | WG      | 24 de febrer de 1981   | 34   | Newcastle Falcons  |
| Tim Nanai-Williams   | FB      | 12 de juny de 1989     | 1    | Ricoh Black Rams   |

#### Escòcia
Entrenador: Vern Cotter
| Jugador            | Posició | data naixement (Edat)  | Caps | Club/Nació        |
| ------------------ | ------- | ---------------------- | ---- | ----------------- |
| Fraser Brown       | HK      | 20 de juny de 1989     | 9    | Glasgow Warriors  |
| Ross Ford          | HK      | 23 d'abril de 1984     | 88   | Edinburgh         |
| Stuart McInally    | HK      | 9 d'agost de 1990      | 2    | Edinburgh         |
| Alasdair Dickinson | PR      | 11 de setembre de 1983 | 46   | Edinburgh         |
| Ryan Grant         | PR      | 8 d'octubre de 1985    | 23   | Glasgow Warriors  |
| WP Nel             | PR      | 30 d'abril de 1986     | 2    | Edinburgh         |
| Gordon Reid        | PR      | 4 de març de 1987      | 11   | Glasgow Warriors  |
| Jon Welsh          | PR      | 13 d'octubre de 1986   | 6    | Newcastle Falcons |
| Grant Gilchrist    | LK      | 9 d'agost de 1990      | 10   | Edinburgh         |
| Jonny Gray         | LK      | 14 de març de 1994     | 14   | Glasgow Warriors  |
| Richie Gray        | LK      | 24 d'agost de 1989     | 45   | Castres           |
| Tim Swinson        | LK      | 17 de febrer de 1987   | 12   | Glasgow Warriors  |
| John Hardie        | FL      | 27 de juliol de 1988   | 1    | sense equip       |
| Alasdair Strokosch | FL      | 21 de febrer de 1983   | 45   | USA Perpinyà      |
| Ryan Wilson        | FL      | 18 de maig de 1989     | 10   | Glasgow Warriors  |
| David Denton       | N8      | 5 de febrer de 1990    | 27   | Edinburgh         |
| Josh Strauss       | N8      | 23 d'octubre de 1986   | 0    | Glasgow Warriors  |
| Sam Hidalgo-Clyne  | SH      | 4 d'agost de 1993      | 7    | Edinburgh         |
| Greig Laidlaw (c)  | SH      | 12 d'octubre de 1985   | 40   | Gloucester        |
| Henry Pyrgos       | SH      | 9 de juliol de 1989    | 16   | Glasgow Warriors  |
| Finn Russell       | FH      | 23 de setembre de 1992 | 10   | Glasgow Warriors  |
| Duncan Weir        | FH      | 10 de maig de 1991     | 19   | Glasgow Warriors  |
| Mark Bennett       | CE      | 3 de febrer de 1993    | 8    | Glasgow Warriors  |
| Peter Horne        | CE      | 5 d'octubre de 1989    | 10   | Glasgow Warriors  |
| Matt Scott         | CE      | 30 de setembre de 1990 | 28   | Edinburgh         |
| Richie Vernon      | CE      | 7 de juliol de 1987    | 22   | Glasgow Warriors  |
| Sean Lamont        | WG      | 15 de gener de 1981    | 96   | Glasgow Warriors  |
| Sean Maitland      | WG      | 14 de setembre de 1988 | 15   | London Irish      |
| Tommy Seymour      | WG      | 1 de juliol de 1988    | 17   | Glasgow Warriors  |
| Tim Visser         | WG      | 29 de maig de 1987     | 20   | Harlequins        |
| Stuart Hogg        | FB      | 24 de juny de 1992     | 33   | Glasgow Warriors  |

#### Sud-àfrica
Entrenador: Heyneke Meyer

| Jugador              | Posició | data naixement (Edat)  | Caps | Club/Nació         |
| -------------------- | ------- | ---------------------- | ---- | ------------------ |
| Schalk Brits         | HK      | 16 de maig de 1981     | 8    | Saracens           |
| Bismarck du Plessis  | HK      | 22 de maig de 1984     | 73   | Montpellier        |
| Adriaan Strauss      | HK      | 18 de novembre de 1985 | 48   | Bulls              |
| Jannie du Plessis    | PR      | 16 de novembre de 1982 | 64   | Montpellier        |
| Frans Malherbe       | PR      | 14 de març de 1991     | 6    | Stormers           |
| Tendai Mtawarira     | PR      | 1 d'agost de 1985      | 68   | Sharks             |
| Trevor Nyakane       | PR      | 4 de maig de 1989      | 16   | Bulls              |
| Coenie Oosthuizen    | PR      | 22 de març de 1989     | 21   | Cheetahs           |
| Lood de Jager        | LK      | 17 de desembre de 1992 | 12   | Cheetahs           |
| Pieter-Steph du Toit | LK      | 20 d'agost de 1992     | 4    | Sharks             |
| Eben Etzebeth        | LK      | 29 d'octubre de 1991   | 37   | Stormers           |
| Victor Matfield      | LK      | 11 de maig de 1977     | 123  | Bulls              |
| Willem Alberts       | FL      | 11 de maig de 1984     | 33   | Stade Français     |
| Schalk Burger        | FL      | 13 d'abril de 1983     | 79   | Suntory Sungoliath |
| Siya Kolisi          | FL      | 16 de juny de 1991     | 11   | Stormers           |
| Francois Louw        | FL      | 15 de juny de 1985     | 36   | Bath               |
| Duane Vermeulen      | N8      | 3 de juliol de 1986    | 29   | Toulon             |
| Fourie du Preez      | SH      | 24 de març de 1982     | 70   | Suntory Sungoliath |
| Rudy Paige           | SH      | 2 d'agost de 1989      | 0    | Bulls              |
| Ruan Pienaar         | SH      | 10 de març de 1984     | 84   | Ulster             |
| Pat Lambie           | FH      | 17 d'octubre de 1990   | 44   | Sharks             |
| Handré Pollard       | FH      | 9 de març de 1994      | 13   | Bulls              |
| Morné Steyn          | FH      | 11 de juliol de 1984   | 59   | Stade Français     |
| Damian de Allende    | CE      | 25 de novembre de 1991 | 7    | Stormers           |
| Jean de Villiers (c) | CE      | 24 de febrer de 1981   | 107  | Stormers           |
| Jesse Kriel          | CE      | 15 de febrer de 1994   | 4    | Bulls              |
| Bryan Habana         | WG      | 12 de juny de 1983     | 110  | Toulon             |
| Lwazi Mvovo          | WG      | 3 de juny de 1986      | 13   | Sharks             |
| JP Pietersen         | WG      | 12 de juliol de 1986   | 60   | Sharks             |
| Zane Kirchner        | FB      | 16 de juny de 1984     | 30   | Leinster           |
| Willie le Roux       | FB      | 18 d'agost de 1989     | 28   | Cheetahs           |

#### Estats Units
Entrenador: Mike Tolkin
| Jugador               | Posició | data naixement (Edat)  | Caps | Club/Nació            |
| --------------------- | ------- | ---------------------- | ---- | --------------------- |
| Zach Fenoglio         | HK      | 29 de juliol de 1989   | 11   | Glendale Raptors      |
| Phil Thiel            | HK      | 29 d'octubre de 1984   | 30   | Life University       |
| Chris Baumann         | PR      | 18 de maig de 1987     | 2    | Santa Monica          |
| Eric Fry              | PR      | 14 de setembre de 1987 | 31   | Newcastle Falcons     |
| Olive Kilifi          | PR      | 28 de setembre de 1986 | 10   | Seattle Saracens      |
| Titi Lamositele       | PR      | 11 de febrer de 1995   | 11   | Saracens              |
| Matekitonga Moeakiola | PR      | 16 de maig de 1978     | 31   | Castenet              |
| Samu Manoa            | LK      | 5 de març de 1985      | 10   | Toulon                |
| Greg Peterson         | LK      | 26 de març de 1991     | 6    | Glasgow Warriors      |
| Hayden Smith          | LK      | 10 d'abril de 1985     | 26   | Saracens              |
| Louis Stanfill        | LK      | 30 de maig de 1985     | 53   | Seattle Saracens      |
| Andrew Durutalo       | FL      | 25 d'octubre de 1987   | 7    | USA Sevens            |
| Scott LaValla         | FL      | 4 de juliol de 1988    | 33   | Stade Français        |
| Alastair McFarland    | FL      | 2 de juny de 1989      | 3    | NYAC                  |
| John Quill            | FL      | 10 de març de 1990     | 12   | NYAC                  |
| Danny Barrett         | N8      | 23 de març de 1990     | 7    | USA Sevens            |
| Cam Dolan             | N8      | 7 de març de 1990      | 14   | Cardiff Blues         |
| Joe Taufete'e         | N8      |                        | 0    | Belmont Shore         |
| Niku Kruger           | SH      | 9 d'octubre de 1991    | 0    | Kutztown Golden Bears |
| Mike Petri            | SH      | 16 d'agost de 1984     | 52   | NYAC                  |
| AJ MacGinty           | FH      | 26 de febrer de 1990   | 3    | Life University       |
| Shalom Suniula        | FH      | 6 de maig de 1988      | 13   | Seattle Saracens      |
| Seamus Kelly          | CE      | 30 de maig de 1991     | 18   | SFGG                  |
| Folau Niua            | CE      | 27 de gener de 1985    | 14   | USA Sevens            |
| Thretton Palamo       | CE      | 22 de setembre de 1988 | 8    | London Welsh          |
| Andrew Suniula        | CE      | 29 de setembre de 1987 | 36   | CSM București         |
| Takudzwa Ngwenya      | WG      | 22 de juliol de 1985   | 31   | Biarritz              |
| Blaine Scully         | WG      | 29 de febrer de 1988   | 24   | Cardiff Blues         |
| Zack Test             | WG      | 13 d'octubre de 1989   | 4    | USA Sevens            |
| Brett Thompson        | WG      | 17 d'agost de 1990     | 3    | USA Sevens            |
| Chris Wyles (c)       | FB      | 13 de setembre de 1983 | 48   | Saracens              |

### Grup C

#### Argentina
Entrenador: Daniel Hourcade
| Jugador                     | Posició | data naixement (Edat)  | Caps | Club/Nació        |
| --------------------------- | ------- | ---------------------- | ---- | ----------------- |
| Agustín Creevy (c)          | HK      | 15 de març de 1985     | 40   | UAR               |
| Julián Montoya              | HK      | 29 d'octubre de 1993   | 9    | UAR               |
| Marcos Ayerza               | PR      | 12 de gener de 1983    | 60   | Leicester Tigers  |
| Matías Díaz                 | PR      | 16 de març de 1993     | 11   | UAR               |
| Ramiro Herrera              | PR      | 14 de febrer de 1989   | 13   | UAR               |
| Lucas Noguera Paz           | PR      | 10 de maig de 1993     | 16   | UAR               |
| Nahuel Tetaz Chaparro       | PR      | 6 de novembre de 1989  | 20   | UAR               |
| Matías Alemanno             | LK      | 5 de desembre de 1991  | 14   | UAR               |
| Mariano Galarza             | LK      | 12 de novembre de 1986 | 24   | Gloucester        |
| Tomás Lavanini              | LK      | 22 de gener de 1993    | 21   | UAR               |
| Guido Petti Pagadizábal     | LK      | 17 de novembre de 1994 | 6    | UAR               |
| Juan Martín Fernández Lobbe | FL      | 19 de novembre de 1981 | 64   | Toulon            |
| Juan Manuel Leguizamón      | FL      | 6 de juny de 1983      | 62   | sense equip       |
| Pablo Matera                | FL      | 18 de juliol de 1993   | 16   | UAR               |
| Javier Ortega Desio         | FL      | 14 de juny de 1990     | 16   | UAR               |
| Facundo Isa                 | N8      | 21 de setembre de 1993 | 7    | UAR               |
| Leonardo Senatore           | N8      | 13 de maig de 1984     | 31   | sense equip       |
| Tomás Cubelli               | SH      | 12 de juny de 1989     | 38   | UAR               |
| Martín Landajo              | SH      | 14 de juny de 1988     | 46   | UAR               |
| Santiago González Iglesias  | FH      | 16 de juny de 1988     | 18   | UAR               |
| Nicolás Sánchez             | FH      | 26 d'octubre de 1988   | 33   | UAR               |
| Marcelo Bosch               | CE      | 7 de gener de 1984     | 35   | Saracens          |
| Jerónimo de la Fuente       | CE      | 24 de febrer de 1991   | 13   | UAR               |
| Juan Martín Hernández       | CE      | 7 d'agost de 1982      | 53   | sense equip       |
| Matías Moroni               | CE      | 29 de març de 1991     | 4    | UAR               |
| Juan Pablo Socino           | CE      | 30 de maig de 1988     | 2    | Newcastle Falcons |
| Horacio Agulla              | WG      | 22 d'octubre de 1984   | 60   | Bath              |
| Santiago Cordero            | WG      | 6 de desembre de 1993  | 12   | UAR               |
| Juan Imhoff                 | WG      | 11 de maig de 1988     | 29   | Racing            |
| Lucas González Amorosino    | FB      | 2 de novembre de 1985  | 44   | sense equip       |
| Joaquín Tuculet             | FB      | 8 d'agost de 1989      | 23   | UAR               |

##### Substitucions
El 16 d'agost, Juan Pablo Orlandi fou cridat en substitució del lesionat Matías Díaz.

| Jugador            | Posició | data naixement (Edat) | Caps | Club/Nació  |
| ------------------ | ------- | --------------------- | ---- | ----------- |
| Juan Pablo Orlandi | PR      | 20 de juny de 1983    | 16   | sense equip |

#### Geòrgia
Entrenador: Milton Haig

| Jugador               | Posició | data naixement (Edat)  | Caps | Club/Nació        |
| --------------------- | ------- | ---------------------- | ---- | ----------------- |
| Jaba Bregvadze        | HK      | 23 d'abril de 1987     | 27   | Kochebi Bolnisi   |
| Shalva Mamukashvili   | HK      | 2 d'octubre de 1990    | 29   | Sale Sharks       |
| Simon Maisuradze      | HK      | 14 de setembre de 1986 | 32   | La Voulte-Valence |
| Kakha Asieshvili      | PR      | 21 d'abril de 1987     | 10   | Brive             |
| Levan Chilachava      | PR      | 17 d'agost de 1991     | 23   | Toulon            |
| Davit Kubriashvili    | PR      | 12 de març de 1986     | 39   | Stade Français    |
| Mikheil Nariashvili   | PR      | 25 de maig de 1990     | 26   | Montpellier       |
| Davit Zirakashvili    | PR      | 20 de setembre de 1983 | 48   | Clermont          |
| Giorgi Chkhaidze      | LK      | 24 de juny de 1982     | 83   | Lille             |
| Levan Datunashvili    | LK      | 18 de gener de 1983    | 71   | Aurillac          |
| Konstantin Mikautadze | LK      | 7 de gener de 1991     | 34   | Toulon            |
| Giorgi Nemsadze       | LK      | 26 de setembre de 1984 | 49   | Tarbes            |
| Mamuka Gorgodze       | FL      | 14 de juliol de 1984   | 59   | Toulon            |
| Viktor Kolelishvili   | FL      | 9 d'octubre de 1989    | 31   | Clermont          |
| Shalva Sutiashvili    | FL      | 24 de gener de 1984    | 48   | Massy             |
| Giorgi Tkhilaishvili  | FL      | 8 d'abril de 1991      | 20   | Batumi            |
| Lasha Lomidze         | N8      | 30 de juny de 1992     | 12   | Béziers           |
| Giorgi Begadze        | SH      | 4 de març de 1986      | 34   | Kochebi Bolnisi   |
| Vazha Khutsishvili    | SH      | 2 de setembre de 1992  | 19   | Rustavi Kharebi   |
| Vasil Lobzhanidze     | SH      | 14 d'octubre de 1996   | 5    | Armazi            |
| Lasha Khmaladze       | FH      | 20 de gener de 1988    | 38   | Lelo Saracens     |
| Lasha Malaghuradze    | FH      | 2 de gener de 1986     | 56   | Stade Bagnérais   |
| Davit Kacharava       | CE      | 16 de gener de 1985    | 81   | Yenisey-STM       |
| Merab Sharikadze      | CE      | 17 de maig de 1993     | 34   | Aurillac          |
| Giorgi Aptsiauri      | WG      | 20 de gener de 1994    | 8    | AIA Kutaisi       |
| Tamaz Mchedlidze      | WG      | 17 de març de 1993     | 29   | Agen              |
| Múraz Guiorgadze      | WG      | 28 de juny de 1994     | 6    | Armazi            |
| Giorgi Pruidze        | WG      | 2 de juny de 1994      | 3    | AIA Kutaisi       |
| Alexander Todua       | WG      | 2 de novembre de 1987  | 48   | Lelo Saracens     |
| Merab Kvirikashvili   | FB      | 27 de desembre de 1983 | 84   | Montluçon         |
| Beka Tsiklauri        | FB      | 9 de febrer de 1989    | 20   | Locomotive        |

#### Namíbia
Entrenador: Phil Davies
| Jugador                  | Posició | data naixement (Edat)  | Caps | Club/Nació            |
| ------------------------ | ------- | ---------------------- | ---- | --------------------- |
| Torsten van Jaarsveld    | HK      | 30 de juny de 1987     | 7    | Cheetahs              |
| Louis van der Westhuizen | HK      | 25 de febrer de 1995   | 2    | Leopards              |
| Aranos Coetzee           | PR      | 14 de març de 1988     | 5    | Cheetahs              |
| AJ de Klerk              | PR      | 19 de desembre de 1987 | 6    | Wanderers             |
| Jaco Engels              | PR      | 17 de desembre de 1980 | 12   | Trustco United        |
| Raoul Larson             | PR      | 14 de maig de 1984     | 6    | Eagles                |
| Johnny Redelinghuys      | PR      | 2 de febrer de 1984    | 47   | Wanderers             |
| Casper Viviers           | PR      | 1 de juny de 1988      | 13   | Trustco United        |
| Tjiuee Uanivi            | LK      | 31 de desembre de 1990 | 11   | Brive                 |
| Janco Venter             | LK      | 19 de setembre de 1994 | 9    | Maties                |
| Renaldo Bothma           | FL      | 18 de setembre de 1989 | 7    | Toyota Verblitz       |
| Jacques Burger (c)       | FL      | 29 de juliol de 1983   | 33   | Saracens              |
| Wian Conradie            | FL      | 14 d'octubre de 1994   | 1    | Johannesburg Uni.     |
| Tinus du Plessis         | FL      | 20 de maig de 1984     | 45   | Wanderers             |
| Rohan Kitshoff           | FL      | 13 de setembre de 1985 | 22   | Durbanville-Bellville |
| Leneve Damens            | N8      | 30 de maig de 1993     | 4    | Wanderers             |
| PJ van Lill              | N8      | 4 de desembre de 1983  | 39   | Baiona                |
| Eniell Buitendag         | SH      | 21 de juny de 1989     | 14   | Wanderers             |
| Eugene Jantjies          | SH      | 8 d'octubre de 1986    | 44   | Dinamo București      |
| Damian Stevens           | SH      | 2 de juny de 1995      | 1    | Ikey Tigers           |
| Theuns Kotzé             | FH      | 16 de juliol de 1987   | 26   | Bourge-en-Bresse      |
| Darryl de la Harpe       | CE      | 2 d'octubre de 1986    | 26   | Western Suburbs       |
| Johan Deysel             | CE      | 26 de setembre de 1991 | 9    | Leopards              |
| JC Greyling              | CE      | 21 de juny de 1991     | 9    | Trustco United        |
| Danie van Wyk            | CE      | 30 de març de 1986     | 14   | Trustco United        |
| Conrad Marais            | WG      | 26 d'abril de 1989     | 8    | Béziers Hérault       |
| David Philander          | WG      | 4 de gener de 1987     | 23   | Spotswood United      |
| Heinrich Smit            | WG      | 21 de novembre de 1990 | 12   | NWU Pukke             |
| Russell van Wyk          | WG      | 12 d'agost de 1990     | 5    | Western Suburbs       |
| Chrysander Botha         | FB      | 13 de juliol de 1988   | 33   | Exeter Chiefs         |
| Johan Tromp              | FB      | 23 de desembre de 1990 | 19   | Wanderers             |

#### Nova Zelanda
Entrenador: Steve Hansen
| Jugador             | Posició | data naixement (Edat)  | Caps | Franchise / province      |
| ------------------- | ------- | ---------------------- | ---- | ------------------------- |
| Dane Coles          | HK      | 10 de desembre de 1986 | 30   | Hurricanes / Wellington   |
| Keven Mealamu       | HK      | 20 de març de 1979     | 126  | Blues / Auckland          |
| Codie Taylor        | HK      | 31 de març de 1991     | 3    | Crusaders / Canterbury    |
| Wyatt Crockett      | PR      | 24 de gener de 1983    | 40   | Crusaders / Canterbury    |
| Charlie Faumuina    | PR      | 24 de desembre de 1986 | 27   | Blues / Auckland          |
| Ben Franks          | PR      | 27 de març de 1984     | 43   | Hurricanes / Hawke's Bay  |
| Owen Franks         | PR      | 23 de desembre de 1987 | 72   | Crusaders / Canterbury    |
| Tony Woodcock       | PR      | 27 de gener de 1981    | 115  | Blues / North Harbour     |
| Brodie Retallick    | LK      | 31 de maig de 1991     | 41   | Chiefs / Bay of Plenty    |
| Luke Romano         | LK      | 16 de febrer de 1986   | 20   | Crusaders / Canterbury    |
| Sam Whitelock       | LK      | 12 d'octubre de 1988   | 66   | Crusaders / Canterbury    |
| Sam Cane            | FL      | 13 de gener de 1992    | 24   | Chiefs / Bay of Plenty    |
| Jerome Kaino        | FL      | 6 d'abril de 1983      | 60   | Blues / Auckland          |
| Richie McCaw (c)    | FL      | 31 de desembre de 1980 | 142  | Crusaders / Canterbury    |
| Liam Messam         | FL      | 25 de març de 1984     | 42   | Chiefs / Waikato          |
| Kieran Read         | N8      | 26 d'octubre de 1985   | 77   | Crusaders / Canterbury    |
| Victor Vito         | N8      | 27 de març de 1987     | 28   | Hurricanes / Wellington   |
| Tawera Kerr-Barlow  | HB      | 15 d'agost de 1990     | 15   | Chiefs / Waikato          |
| TJ Perenara         | HB      | 23 de gener de 1992    | 15   | Hurricanes / Wellington   |
| Aaron Smith         | HB      | 21 de novembre de 1988 | 41   | Highlanders / Manawatu    |
| Beauden Barrett     | FF      | 27 de maig de 1991     | 30   | Hurricanes / Taranaki     |
| Dan Carter          | FF      | 5 de març de 1982      | 106  | Crusaders / Canterbury    |
| Colin Slade         | FF      | 10 d'octubre de 1987   | 20   | Crusaders / Canterbury    |
| Malakai Fekitoa     | CE      | 10 de maig de 1992     | 11   | Highlanders / Auckland    |
| Ma'a Nonu           | CE      | 21 de maig de 1982     | 97   | Hurricanes / Wellington   |
| Conrad Smith        | CE      | 12 d'octubre de 1981   | 88   | Hurricanes / Wellington   |
| Sonny Bill Williams | CE      | 3 d'agost de 1985      | 26   | Chiefs / Counties Manukau |
| Nehe Milner-Skudder | WG      | 15 de desembre de 1990 | 2    | Hurricanes / Manawatu     |
| Waisake Naholo      | WG      | 8 de maig de 1991      | 1    | Highlanders / Taranaki    |
| Julian Savea        | WG      | 7 d'agost de 1990      | 35   | Hurricanes / Wellington   |
| Ben Smith           | FB      | 1 de juny de 1986      | 41   | Highlanders / Otago       |

#### Tonga
Entrenador: Mana Otai On 31 Agost, Tonga announced the 31st player to complete their squad.

| Jugador          | Posició | data naixement (Edat)  | Caps | Club/Nació        |
| ---------------- | ------- | ---------------------- | ---- | ----------------- |
| Aleki Lutui      | HK      | 1 de juliol de 1978    | 36   | Ampthill          |
| Paul Ngauamo     | HK      | 19 de febrer de 1986   | 2    | Stade Montois     |
| Elvis Taione     | HK      | 25 de maig de 1983     | 17   | Exeter Chiefs     |
| Halani Aulika    | PR      | 31 d'agost de 1983     | 12   | London Irish      |
| Tevita Mailau    | PR      | 25 d'abril de 1985     | 16   | USA Perpinyà      |
| Sila Puafisi     | PR      | 15 d'abril de 1988     | 16   | Glasgow Warriors  |
| Sona Taumalolo   | PR      | 13 de novembre de 1981 | 16   | Grenoble          |
| Soane Tonga'uiha | PR      | 21 de gener de 1982    | 14   | Oyonnax           |
| Uili Kolo'ofai   | LK      | 29 de setembre de 1982 | 5    | Newcastle Falcons |
| Tukulua Lokotui  | LK      | 31 de desembre de 1979 | 22   | Béziers Hérault   |
| Steve Mafi       | LK      | 9 de desembre de 1989  | 13   | Western Force     |
| Joe Tuineau      | LK      | 18 d'agost de 1981     | 21   | Dax               |
| Sione Kalamafoni | FL      | 18 de maig de 1988     | 24   | Gloucester        |
| Nili Latu (c)    | FL      | 19 de febrer de 1982   | 39   | Newcastle Falcons |
| Jack Ram         | FL      | 14 de gener de 1987    | 2    | Blues             |
| Hale T-Pole      | FL      | 30 d'abril de 1979     | 30   | sense equip       |
| Opeti Fonua      | N8      | 26 de maig de 1986     | 5    | Leicester Tigers  |
| Viliami Ma'afu   | N8      | 9 de març de 1982      | 23   | Oyonnax           |
| Samisoni Fisilau | SH      | 29 de novembre de 1987 | 15   | Jersey            |
| Sosefo Ma’ake    | SH      | 15 de setembre de 1991 | 1    | Havelu Bulldogs   |
| Sonatane Takulua | SH      | 1 de novembre de 1991  | 9    | Newcastle Falcons |
| Latiume Fosita   | FH      | 25 de juliol de 1992   | 11   | Doncaster         |
| Kurt Morath      | FH      | 13 de novembre de 1984 | 25   | sense equip       |
| Sione Piukala    | CE      | 8 de juny de 1985      | 14   | USA Perpinyà      |
| Siale Piutau     | CE      | 13 d'octubre de 1985   | 19   | Yamaha Júbilo     |
| Viliami Tahitu'a | CE      | 2 d'octubre de 1991    | 2    | sense equip       |
| David Halaifonua | WG      | 5 de juliol de 1987    | 12   | Gloucester        |
| William Helu     | WG      | 19 d'abril de 1986     | 19   | Edinburgh         |
| Fetu'u Vainikolo | WG      | 30 de gener de 1985    | 21   | Oyonnax           |
| Telusa Veainu    | WG      | 26 de desembre de 1990 | 3    | Melbourne Rebels  |
| Vunga Lilo       | FB      | 28 de febrer de 1983   | 37   | Montauban         |

### Grup D

#### Canadà
Entrenador: Kieran Crowley

| Jugador                | Posició | data naixement (Edat)  | Caps | Club/Nació          |
| ---------------------- | ------- | ---------------------- | ---- | ------------------- |
| Ray Barkwill           | HK      | 26 d'agost de 1980     | 21   | Ontario Blues       |
| Aaron Carpenter        | HK      | 9 de gener de 1983     | 65   | Cornish Pirates     |
| Benoit Piffero         | HK      | 21 de maig de 1987     | 7    | Atlantic Rock       |
| Hubert Buydens         | PR      | 4 de gener de 1982     | 33   | Prairie Wolf Pack   |
| Jason Marshall         | PR      | 5 de febrer de 1985    | 30   | Agen                |
| Djustice Sears-Duru    | PR      | 24 de maig de 1994     | 6    | Ontario Blues       |
| Andrew Tiedemann       | PR      | 21 de juliol de 1988   | 34   | Prairie Wolf Pack   |
| Doug Wooldridge        | PR      | 19 de desembre de 1985 | 19   | Ontario Blues       |
| Brett Beukeboom        | LK      | 13 d'agost de 1989     | 14   | Cornish Pirates     |
| Jamie Cudmore          | LK      | 6 de setembre de 1978  | 33   | Clermont            |
| Evan Olmstead          | LK      | 21 de febrer de 1991   | 3    | Greater Sydney Rams |
| Nanyak Dala            | FL      | 18 de juny de 1984     | 33   | Prairie Wolf Pack   |
| Kyle Gilmour           | FL      | 26 de gener de 1988    | 9    | Rotherham           |
| John Moonlight         | FL      | 2 de juliol de 1987    | 19   | Ontario Blues       |
| Jebb Sinclair          | FL      | 8 d'abril de 1986      | 37   | London Irish        |
| Tyler Ardron (c)       | N8      | 16 de juny de 1991     | 20   | Ospreys             |
| Richard Thorpe         | N8      | 1 de novembre de 1984  | 5    | London Welsh        |
| Phil Mack              | SH      | 18 de setembre de 1985 | 26   | BC Bears            |
| Jamie Mackenzie        | SH      | 28 de febrer de 1989   | 7    | Ontario Blues       |
| Gordon McRorie         | SH      | 12 de maig de 1988     | 10   | Prairie Wolf Pack   |
| Nathan Hirayama        | FH      | 23 de març de 1988     | 18   | BC Bears            |
| Liam Underwood         | FH      | 3 de juny de 1991      | 9    | Ontario Blues       |
| Nick Blevins           | CE      | 11 de novembre de 1988 | 23   | Prairie Wolf Pack   |
| Connor Braid           | CE      | 31 de maig de 1990     | 17   | BC Bears            |
| Ciaran Hearn           | CE      | 30 de desembre de 1985 | 43   | Atlantic Rock       |
| Conor Trainor          | CE      | 12 de maig de 1989     | 16   | BC Bears            |
| Jeff Hassler           | WG      | 21 d'agost de 1991     | 14   | Ospreys             |
| Phil Mackenzie         | WG      | 25 de febrer de 1987   | 25   | Sale Sharks         |
| D. T. H. van der Merwe | WG      | 28 d'abril de 1986     | 34   | Scarlets            |
| Matt Evans             | FB      | 2 de gener de 1988     | 28   | Cornish Pirates     |
| Harry Jones            | FB      | 26 d'agost de 1989     | 15   | BC Bears            |

#### França
Entrenador: Philippe Saint-André
| Jugador                 | Posició | data naixement (Edat)  | Caps | Club/Nació      |
| ----------------------- | ------- | ---------------------- | ---- | --------------- |
| Guilhem Guirado         | HK      | 17 de juny de 1986     | 33   | Toulon          |
| Benjamin Kayser         | HK      | 26 de juliol de 1984   | 33   | Clermont        |
| Dimitri Szarzewski      | HK      | 26 de gener de 1983    | 80   | Racing          |
| Uini Atonio             | PR      | 26 de març de 1990     | 9    | La Rochelle     |
| Eddy Ben Arous          | PR      | 25 d'agost de 1990     | 6    | Racing          |
| Vincent Debaty          | PR      | 2 d'octubre de 1981    | 31   | Clermont        |
| Nicolas Mas             | PR      | 23 de maig de 1980     | 79   | Montpellier     |
| Rabah Slimani           | PR      | 18 d'octubre de 1989   | 16   | Stade Français  |
| Alexandre Flanquart     | LK      | 9 d'octubre de 1989    | 14   | Stade Français  |
| Yoann Maestri           | LK      | 14 de gener de 1988    | 38   | Toulouse        |
| Pascal Papé             | LK      | 5 d'octubre de 1980    | 60   | Stade Français  |
| Thierry Dusautoir (c)   | FL      | 18 de novembre de 1981 | 75   | Toulouse        |
| Bernard Le Roux         | FL      | 4 de juny de 1989      | 17   | Racing          |
| Yannick Nyanga          | FL      | 19 de desembre de 1983 | 42   | Racing          |
| Fulgence Ouedraogo      | FL      | 21 de juliol de 1986   | 37   | Montpellier     |
| Damien Chouly           | N8      | 27 de novembre de 1985 | 30   | Clermont        |
| Louis Picamoles         | N8      | 5 de febrer de 1986    | 46   | Toulouse        |
| Rory Kockott            | SH      | 25 de juny de 1986     | 9    | Castres         |
| Morgan Parra            | SH      | 15 de novembre de 1988 | 60   | Clermont        |
| Sébastien Tillous-Borde | SH      | 29 d'abril de 1985     | 15   | Toulon          |
| Frédéric Michalak       | FH      | 16 d'octubre de 1982   | 72   | Toulon          |
| Rémi Tales              | FH      | 2 de maig de 1984      | 18   | Racing          |
| Mathieu Bastareaud      | CE      | 17 de setembre de 1988 | 34   | Toulon          |
| Alexandre Dumoulin      | CE      | 24 d'agost de 1989     | 3    | Racing          |
| Gaël Fickou             | CE      | 26 de març de 1994     | 13   | Toulouse        |
| Wesley Fofana           | CE      | 20 de gener de 1988    | 34   | Clermont        |
| Sofiane Guitoune        | WG      | 27 de març de 1989     | 4    | Bordeaux Bègles |
| Yoann Huget             | WG      | 2 de juny de 1987      | 39   | Toulouse        |
| Noa Nakaitaci           | WG      | 11 de juliol de 1990   | 3    | Clermont        |
| Brice Dulin             | FB      | 13 d'abril de 1990     | 20   | Racing          |
| Scott Spedding          | FB      | 4 de maig de 1986      | 9    | Clermont        |

#### Irlanda
Entrenador: Joe Schmidt
| Jugador            | Posició | data naixement (Edat)  | Caps | Club/Nació |
| ------------------ | ------- | ---------------------- | ---- | ---------- |
| Rory Best          | HK      | 15 d'agost de 1982     | 84   | Ulster     |
| Sean Cronin        | HK      | 6 de maig de 1986      | 44   | Leinster   |
| Richardt Strauss   | HK      | 29 de gener de 1986    | 8    | Leinster   |
| Nathan White       | PR      | 4 de setembre de 1981  | 2    | Connacht   |
| Tadhg Furlong      | PR      | 14 de novembre de 1992 | 1    | Leinster   |
| Cian Healy         | PR      | 7 d'octubre de 1987    | 51   | Leinster   |
| Jack McGrath       | PR      | 11 d'octubre de 1989   | 18   | Leinster   |
| Mike Ross          | PR      | 21 de desembre de 1979 | 51   | Leinster   |
| Iain Henderson     | LK      | 21 de febrer de 1992   | 18   | Ulster     |
| Paul O'Connell (c) | LK      | 20 d'octubre de 1979   | 102  | Toulon     |
| Donnacha Ryan      | LK      | 11 de desembre de 1983 | 29   | Munster    |
| Devin Toner        | LK      | 29 de juny de 1986     | 26   | Leinster   |
| Chris Henry        | FL      | 17 d'octubre de 1984   | 18   | Ulster     |
| Jordi Murphy       | FL      | 22 d'abril de 1991     | 11   | Leinster   |
| Seán O'Brien       | FL      | 14 de febrer de 1987   | 35   | Leinster   |
| Peter O'Mahony     | FL      | 17 de setembre de 1989 | 30   | Munster    |
| Jamie Heaslip      | N8      | 15 de desembre de 1983 | 73   | Leinster   |
| Conor Murray       | SH      | 20 d'abril de 1989     | 35   | Munster    |
| Eoin Reddan        | SH      | 20 de novembre de 1980 | 62   | Leinster   |
| Paddy Jackson      | FH      | 5 de gener de 1992     | 11   | Ulster     |
| Ian Madigan        | FH      | 21 de març de 1989     | 20   | Leinster   |
| Jonathan Sexton    | FH      | 11 de juliol de 1985   | 51   | Leinster   |
| Darren Cave        | CE      | 5 d'abril de 1987      | 9    | Ulster     |
| Keith Earls        | CE      | 3 d'octubre de 1987    | 40   | Munster    |
| Robbie Henshaw     | CE      | 12 de juny de 1993     | 10   | Connacht   |
| Jared Payne        | CE      | 13 d'octubre de 1985   | 7    | Ulster     |
| Tommy Bowe         | WG      | 22 de febrer de 1984   | 62   | Ulster     |
| Luke Fitzgerald    | WG      | 13 de setembre de 1987 | 29   | Leinster   |
| David Kearney      | WG      | 19 de juny de 1989     | 8    | Leinster   |
| Simon Zebo         | WG      | 16 de març de 1990     | 17   | Munster    |
| Rob Kearney        | FB      | 26 de març de 1986     | 62   | Leinster   |

#### Itàlia
Entrenador: Jacques Brunel
| Jugador                 | Posició | data naixement (Edat)  | Caps | Club/Nació        |
| ----------------------- | ------- | ---------------------- | ---- | ----------------- |
| Leonardo Ghiraldini     | HK      | 26 de desembre de 1984 | 77   | Leicester Tigers  |
| Davide Giazzon          | HK      | 16 de gener de 1986    | 21   | Benetton Treviso  |
| Andrea Manici           | HK      | 28 d'abril de 1990     | 12   | Zebre             |
| Matías Agüero           | PR      | 13 de febrer de 1981   | 35   | sense equip       |
| Martin Castrogiovanni   | PR      | 21 d'octubre de 1981   | 112  | Racing            |
| Dario Chistolini        | PR      | 14 de setembre de 1988 | 11   | Zebre             |
| Lorenzo Cittadini       | PR      | 17 de desembre de 1982 | 39   | Wasps             |
| Michele Rizzo           | PR      | 16 de setembre de 1982 | 18   | Leicester Tigers  |
| Valerio Bernabò         | LK      | 3 de març de 1984      | 24   | Zebre             |
| Joshua Furno            | LK      | 21 d'octubre de 1989   | 30   | Newcastle Falcons |
| Marco Fuser             | LK      | 9 de març de 1991      | 5    | Benetton Treviso  |
| Quintin Geldenhuys      | LK      | 19 de juny de 1981     | 56   | Zebre             |
| Mauro Bergamasco        | FL      | 1 de maig de 1979      | 104  | sense equip       |
| Françasco Minto         | FL      | 20 de maig de 1987     | 18   | Benetton Treviso  |
| Samuela Vunisa          | FL      | 19 d'agost de 1988     | 7    | Saracens          |
| Alessandro Zanni        | FL      | 31 de gener de 1984    | 89   | Benetton Treviso  |
| Sergio Parisse (c)      | N8      | 12 de setembre de 1983 | 112  | Stade Français    |
| Edoardo Gori            | SH      | 5 de març de 1990      | 42   | Benetton Treviso  |
| Guglielmo Palazzani     | SH      | 11 d'abril de 1991     | 10   | Zebre             |
| Marcello Violi          | SH      | 11 d'octubre de 1993   | 2    | Zebre             |
| Tommaso Allan           | FH      | 26 d'abril de 1993     | 16   | USA Perpinyà      |
| Carlo Canna             | FH      | 25 d'agost de 1992     | 2    | Zebre             |
| Tommaso Benvenuti       | CE      | 12 de desembre de 1990 | 31   | Bristol           |
| Michele Campagnaro      | CE      | 13 de març de 1993     | 14   | Exeter Chiefs     |
| Gonzalo Garcia          | CE      | 18 de febrer de 1984   | 36   | Zebre             |
| Luca Morisi             | CE      | 22 de febrer de 1991   | 15   | Benetton Treviso  |
| Angelo Esposito         | WG      | 14 de juny de 1993     | 6    | Benetton Treviso  |
| Leonardo Sarto          | WG      | 15 de gener de 1992    | 18   | Zebre             |
| Giovanbattista Venditti | WG      | 27 de març de 1990     | 28   | Newcastle Falcons |
| Andrea Masi             | FB      | 30 de març de 1981     | 93   | Wasps             |
| Luke McLean             | FB      | 29 de juny de 1987     | 70   | Benetton Treviso  |

#### Romania
Entrenador: Lynn Howells
| Jugador              | Posició | data naixement (Edat)  | Caps | Club/Nació         |
| -------------------- | ------- | ---------------------- | ---- | ------------------ |
| Eugen Căpățână       | HK      | 18 de juny de 1986     | 18   | Timișoara Saracens |
| Andrei Rădoi         | HK      | 21 d'abril de 1987     | 44   | Timișoara Saracens |
| Otar Turashvili      | HK      | 14 de juliol de 1986   | 19   | Colomiers          |
| Mihai Lazăr          | PR      | 3 de novembre de 1986  | 48   | Castres            |
| Ion Paulică          | PR      | 10 de gener de 1983    | 69   | USA Perpinyà       |
| Horațiu Pungea       | PR      | 18 de febrer de 1986   | 25   | Oyonnax            |
| Alexand Țăruș        | PR      | 9 de maig de 1989      | 6    | Timișoara Saracens |
| Andrei Ursache       | PR      | 10 de maig de 1984     | 21   | Carcassonne        |
| Marius Antonescu     | LK      | 9 d'agost de 1992      | 7    | Tarbes             |
| Valentin Popîrlan    | LK      | 12 de juny de 1987     | 46   | Timișoara Saracens |
| Valentin Ursache     | LK      | 12 d'agost de 1985     | 59   | Oyonnax            |
| Johannes van Heerden | LK      | 12 de setembre de 1986 | 0    | Baia Mare          |
| Stelian Burcea       | FL      | 7 d'octubre de 1983    | 50   | Timișoara Saracens |
| Viorel Lucaci        | FL      | 30 de març de 1986     | 40   | Steaua București   |
| Mihai Macovei (c)    | FL      | 29 d'octubre de 1986   | 62   | Colomiers          |
| Daniel Carpo         | N8      | 26 de novembre de 1984 | 50   | București          |
| Ovidiu Tonița        | N8      | 6 de juliol de 1980    | 70   | Provence           |
| Tudorel Bratu        | SH      | 23 d'abril de 1991     | 0    | Dinamo București   |
| Valentin Calafeteanu | SH      | 25 de gener de 1985    | 72   | Timișoara Saracens |
| Florin Surugiu       | SH      | 10 de desembre de 1984 | 49   | București          |
| Dănuț Dumbravă       | FH      | 6 d'agost de 1981      | 70   | Steaua București   |
| Michael Wiringi      | FH      | 1 d'agost de 1985      | 1    | Baia Mare          |
| Csaba Gál            | CE      | 7 de març de 1985      | 82   | Cluj               |
| Paula Kinikinilau    | CE      | 30 d'agost de 1986     | 0    | Timișoara Saracens |
| Florin Vlaicu        | CE      | 26 de juliol de 1986   | 79   | București          |
| Adrian Apostol       | WG      | 11 de març de 1990     | 17   | Baia Mare          |
| Ionuț Botezatu       | WG      | 5 de maig de 1987      | 26   | Baia Mare          |
| Florin Ioniță        | WG      | 5 d'abril de 1990      | 16   | Steaua București   |
| Mădălin Lemnaru      | WG      | 26 de març de 1989     | 26   | Timișoara Saracens |
| Cătălin Fercu        | FB      | 5 de setembre de 1986  | 78   | Saracens           |
| Sabin Strătilă       | FB      | 27 de març de 1995     | 1    | Steaua București   |

## Equips tècnics
| Equip        | Entrenador           | Entrenador | Equip tècnic                                                                                  |
| Equip        | Nom                  | Experiència prèvia la Copa del món                                                                                      | Equip tècnic                                                                                  |
| ------------ | -------------------- | --- | --------------------------------------------------------------------------------------------- |
| Argentina    | Daniel Hourcade      | Integrat a l'equip tècnic de Portugal de la Copa del Món de 2007                                                        | Pablo Bouza (defensa) Martín Gaitán (defensa) Raúl Pérez (davantera)                          |
| Austràlia    | Michael Cheika       | Sense experiència | Nathan Grey (defensa) Stephen Larkham (backs/attack) Mario Ledesma (davantera)                |
| Canadà       | Kieran Crowley       | Jugador de Nova Zelanda a les Copes del món de 1987 i 1991 · entrenador de Canadà a la 2011                             | Neil Barnes (davantera) Leo Crowley (attack)                                                  |
| Anglaterra   | Stuart Lancaster     | Sense experiència | Mike Catt (defensa/atac) Andy Farrell (defensa) Graham Rowntree (davantera)                   |
| Fiji         | John McKee           | Assitent de Tonga a la 2011                                                                                             | Frans Ludeke (davantera) Tabai Matson (attack) Alan Muir (davantera) Mosese Rauluni (defensa) |
| França       | Philippe Saint-André | Jugador de França a les copes del món de 1991 i 1995                                                                    | Yannick Bru (davantera) Patrice Lagisquet (backs/defence)                                     |
| Geòrgia      | Milton Haig          | Sense experiència | Didier Bes (davantera) Michael Bradley (defensa) Irakli Machkhaneli (defensa)                 |
| Irlanda      | Joe Schmidt          | Sense experiència | Simon Easterby (davantera) Les Kiss (defensa)                                                 |
| Itàlia       | Jacques Brunel       | Equip tècnic de França a les 2003 i 2007                                                                                | Philippe Bérot (backs/defence) Giampiero de Carli (davantera)                                 |
| Japó         | Eddie Jones          | Entrenador Austràlia a la Copa del Món de Rugbi de 2003 · Equip tècnic de Sud-àfrica a la Copa del Món de Rugbi de 2007 | Steve Borthwick (davantera) Leigh Jones (defensa)                                             |
| Namíbia      | Phil Davies          | Jugador de Gal·les a les Copes del món de 1987 i 1991                                                                   | Henry Kemp (davantera) Pieter Rossouw (defensa) Roger Thomson (defensa)                       |
| Nova Zelanda | Steve Hansen         | Entrenador de Gal·les 2003 · Equip tècnic de Nova Zelanda a les Copes del món de 2007 i 2011                            | Mike Cron (davantera) Ian Foster (attack) Wayne Smith (defensa)                               |
| Romania      | Lynn Howells         | Equip tècnic de Gal·les a la Copa del Món de Rugbi de 1999                                                              | Eugen Apjok (defensa) Neil Kelly (defensa) Marius Tincu (davantera)                           |
| Samoa        | Stephen Betham       | Sense experiència | Daniel Cron (davantera) Alama Ieremia (backs/attack)                                          |
| Escòcia      | Vern Cotter          | Sense experiència | Duncan Hodge (backs/attack) Jonathan Humphreys (davantera) Matt Taylor (defensa)              |
| Sud-àfrica   | Heyneke Meyer        | Sense experiència | Johann van Graan (forwards/attack) Ricardo Loubscher (defensa) John McFarland (defensa)       |
| Tonga        | Mana Otai            | Jugador de Tonga a la Copa del Món de Rugbi de 1995                                                                     | Marco Caputo (davantera) Jim Mackay (attack) Tevita Tu'ifua (defensa)                         |
| Estats Units | Mike Tolkin          | Equip tècnic dels Estats Units a la 2011                                                                                | Phil Bailey (defensa) Justin Fitzpatrick (davantera) Nate Osborne (backs/attack)              |
| Uruguai      | Pablo Lemoine        | Jugador Uruguai a les Copes del món de 1999 i 2003                                                                      | Juan Carlos Bado (davantera) Emiliano Caffera (backs/attack)                                  |
| Gal·les      | Warren Gatland       | Entrenador Irlanda a la 1999 · Entrenador Gal·les a la 2011                                                             | Shaun Edwards (defensa) Rob Howley (backs/attack) Robin McBryde (davantera)                   |